# Інвестиційна монета
Інвестиційна монета (англ. bullion coin) — монета, виготовлена з коштовного металу, що використовується як засіб заощадження, інвестування, та розрахунків. Інвестиційні монети є товаром, який інвестори використовують для хеджування проти рецесії або інфляції. Ціна на інвестиційні монети може істотно коливатись, але зберігатись порівняно високою та більшою ніж ціна на метал, з якого вона виготовлена через вартість її виробництва (сеньйораж).
Номінальна вартість інвестиційних монет є значно нижчою, ніж вартість коштовного металу, який міститься в монетах, що робить недоцільним їх використання як засобу платежу та завдяки чому вони стають об'єктом інвестування і тезаврації.
У світовій практиці до інвестиційних монет, як правило, відносять монети, які були викарбувані після 1800 року, мають пробу не нижче 900 і є або були законним платіжним засобом у країні їх походження.
На сучасних інвестиційних монетах, як правило, вказується їх маса або маса хімічно чистого коштовного металу, яка міститься в цих монетах (зазвичай — в унціях). Як правило (але не завжди) на ваговій монеті вказана номінальна вартість, але реально монета коштує дорожче. Випускаються срібні, золоті, платинові і паладієві інвестиційні монети. Першою інвестиційною монетою зазвичай вважається південноафриканський Крюґерранд, випущений в 1967 році. Пам'ятні, колекційні та ювілейні монети, що емітуються в різних країнах в останні роки не належать до класу Інвестиційних монет.

## Інвестиційні монети України
28 грудня 2011 Національний банк України увів в обіг інвестиційні монети «Архістратиг Михаїл». 17 серпня 2021 року НБУ ввів в обіг срібну інвестиційну монету "До 30-річчя незалежності України".

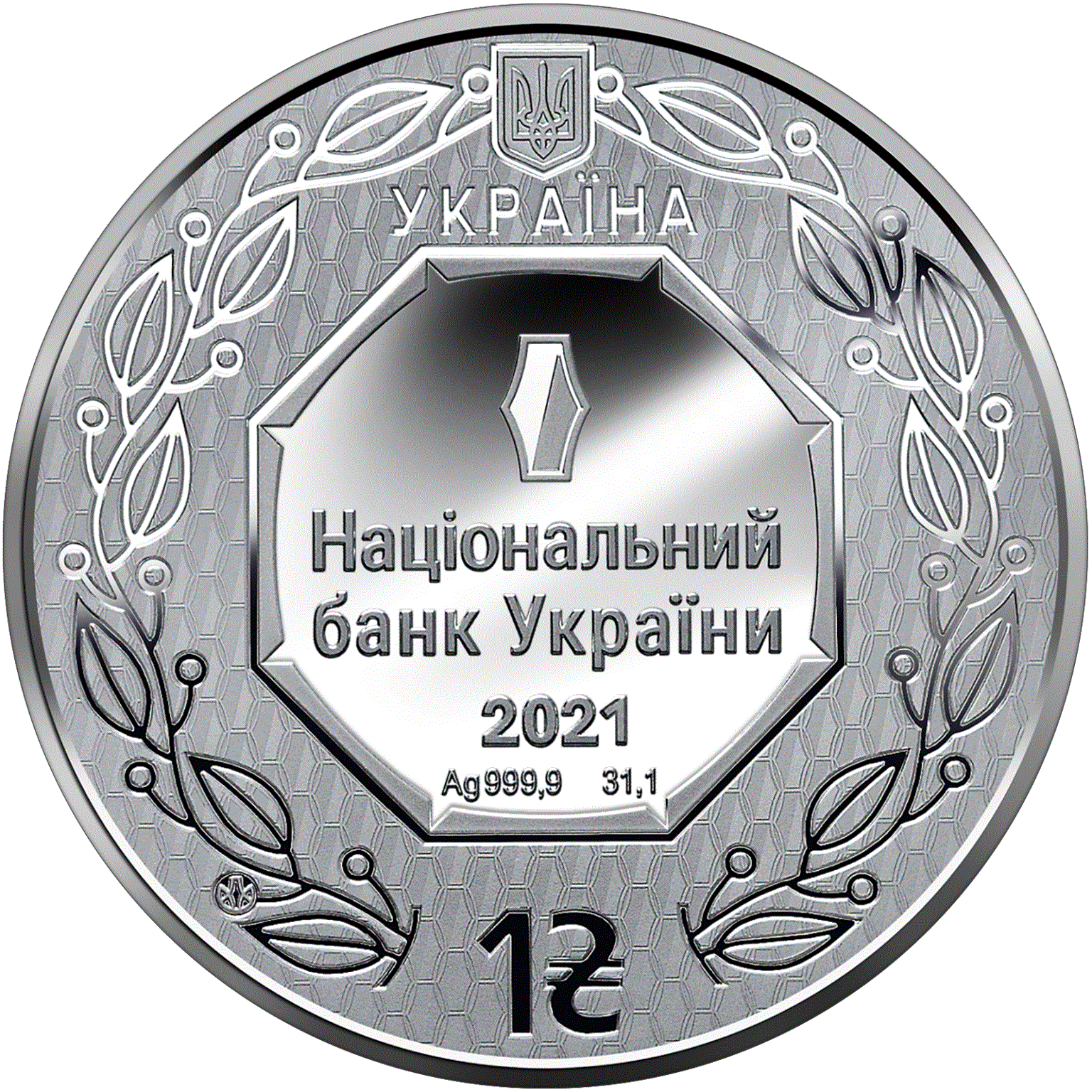
Аверс срібної інвестиційної монети "До 30-річчя незалежності України"

Інвестиційні монети «Архістратиг Михаїл» карбуються у п'яти номіналах — 1, 2, 5, 10, 20 гривень. Монети номіналом 1 гривня виконані зі срібла, номіналами 2, 5, 10 і 20 гривень — із золота. Монети усіх номіналів виконано як анциркулейтед та мають чистоту дорогоцінного металу 99,99 %, тобто належать до інвестиційних монет вищої проби.
Ціни на інвестиційні монети «Архістратиг Михаїл» установлюються на день продажу з урахуванням офіційного (облікового) курсу банківських металів, установленого Національним банком України, та розміру надбавки (премії) до вартості металу. Інвестиційні монети НБУ є обов'язковими до зворотного викупу банками, що мають ліцензію на операції з банківськими металами.

Дехто вважає, що злитки дорогоцінних металів та інвестиційні монети — це практично одне і те саме, оскільки ціна на метал в них є однакова. Проте, витрати на виготовлення монет будуть значно вищими, ніж у злитків, що є додатковою перевагою в перших. У той час, для інвесторів, що планують придбати півкілограма золота і більше, оптимальним варіантом стануть саме злитки. Але головною перевагою інвестиційних монет є те, що їх в будь-якій ситуації зобов'язується викупляти Нацбанк у своїх відділеннях, в той час, як злитки приймають далеко не всі установи. 

## Інвестиційні монети світу

### Золото
| Країна          | Назва монети                     | Проба | Вага монети                                                             | Роки карбування                                                                                     |
| --------------- | -------------------------------- | ----- | ----------------------------------------------------------------------- | --------------------------------------------------------------------------------------------------- |
| Австралія       | Австралійський золотий наггет    | 999.9 | 1/20 унц, 1/10 унц, 1/4 унц, 1/2 унц, 1 унц, 2 унц, 10 унц, 1 кг        | 1986–донині 1991–донині                                                                             |
| Австралія       | Місячна серія I                  | 999.9 | 1 унц                                                                   | 1996–2007                                                                                           |
| Австралія       | Місячна серія II                 | 999.9 | 1/20 унц, 1/10 унц, 1/4 унц, 1/2 унц, 1 унц, 2 унц, 10 унц, 1 кг, 10 кг | 2008–2019                                                                                           |
| Австрія         | Віденська філармонія             | 999.9 | 1/10 унц, 1/4 унц, 1/2 унц, 1 унц                                       | 1989–донині                                                                                         |
| Білорусь        | Слов'янка                        | 999.9 | 1/4 унц                                                                 | 2013                                                                                                |
| Велика Британія | Соверен                          | 916.7 | 0.2354 унц                                                              | 1887 - 1932 1949 - 1952 (датовані 1925) 1957 - 1959 1962 - 1968 1974, 1976, 1978 - 1982 2000–донині |
| Велика Британія | Британія                         | 916.7 | 1/10 унц, 1/4 унц, 1/2 унц, 1 унц                                       | 1987–2012                                                                                           |
| Велика Британія | Британія                         | 999.9 | 1/40 унц, 1/20 унц, 1/10 унц, 1/4 унц, 1/2 унц, 1 унц                   | 2013-донині                                                                                         |
| Ізраїль         | Вежа Давида                      | 999.9 | 1 унц                                                                   | 2010-донині                                                                                         |
| Канада          | Канадський золотий кленовий лист | 999.9 | 1/20 унц, 1/15 унц, 1/10 унц, 1/5 унц, 1/4 унц, 1/2 унц, 1 унц, 100 кг  | 1979–донині                                                                                         |
| Казахстан       | Золотий барс                     | 999.9 | 1/10 унц, 1/4 унц, 1/2 унц, 1 унц                                       | 2009–донині                                                                                         |
| Китай           | Золота Панда                     | 999   | 1/20 унц, 1/10 унц, 1/4 унц, 1/2 унц, 1 унц                             | 1982–донині                                                                                         |
| Малайзія        | Золотий олень                    | 999.9 | 1/4 унц, 1/2 унц, 1 унц                                                 | 2001–донині                                                                                         |
| Мексика         | Свобода                          | 999   | 1/20 унц, 1/10 унц, 1/4 унц, 1/2 унц, 1 унц                             | 1991–донині                                                                                         |
| Мексика         | Свобода                          | 900   | 1/4 унц, 1/2 унц, 1 унц                                                 | 1981–1990                                                                                           |
| Мексика         | Сторіччя                         | 900   | 1.20565 унц                                                             | 1921 - 1931 періодично 1943 - 1972                                                                  |
| Південна Африка | Крюґерранд                       | 916.7 | 1/10 унц, 1/4 унц, 1/2 унц, 1 унц                                       | 1967–донині                                                                                         |
| Польща          | Білий орлан                      | 999.9 | 1/10 унц, 1/4 унц, 1/2 унц, 1 унц                                       | 1995–донині (крім 2001, 2003, 2005)                                                                 |
| Польща          | Добрі заслуги                    | 999.9 | 1/2 унц, 1 унц                                                          | 2012                                                                                                |
| Росія           | Георгій-Побідоносець             | 999   | 0.2537 унц                                                              | 2006–донині                                                                                         |
| Сомалі          | Слон                             | 999   | 1/50 унц, 1/25 унц, 1 унц, 5 унц                                        | 1999-донині                                                                                         |
| СРСР            | Червінець                        | 900   | 0.2489 унц                                                              | 1975–1982                                                                                           |
| США             | Американський золотий орел       | 916.7 | 1/10 унц, 1/4 унц, 1/2 унц, 1 унц                                       | 1986–донині                                                                                         |
| США             | Американський бізон              | 999.9 | 1 унц                                                                   | 2006–донині                                                                                         |
| США             | Подвійний орел                   | 900   | 0.9675 унц                                                              | 1849–1933                                                                                           |
| Україна         | Архістратиг Михаїл               | 999.9 | 1/10 унц, 1/4 унц, 1/2 унц, 1 унц                                       | 2011–донині                                                                                         |
| Франція         | Наполеондор                      | 900   | 0.1867 унц.                                                             | 1806–1914                                                                                           |
| Швейцарія       | Гельвеція                        | 900   | 0.0933 унц, 0.1866 унц                                                  | 1897 - 1936 1947, 1949                                                                              |

### Палладій
| Країна | Назва монети              | Проба | Вага монети | Роки карбування |
| ------ | ------------------------- | ----- | ----------- | --------------- |
| Канада | Палладієвий кленовий лист | 999.5 | 1 унц       | 2005–2007, 2009 |

### Платина
| Країна          | Назва монети             | Проба | Вага монети                                           | Роки карбування       |
| --------------- | ------------------------ | ----- | ----------------------------------------------------- | --------------------- |
| Австралія       | Платинова коала          | 999.5 | 1/20 унц, 1/10 унц, 1/4 унц, 1/2 унц, 1 унц           | 1988–2008             |
| Австралія       | Платиновий качконіс      | 999.5 | 1 унц                                                 | 2011–донині           |
| Велика Британія | Британія                 | 995   | 1/10 унц, 1/4 унц, 1/2 унц, 1 унц                     | 1997–донині           |
| Канада          | Платиновий кленовий лист | 999.5 | 1/20 унц, 1/15 унц, 1/10 унц, 1/4 унц, 1/2 унц, 1 унц | 1988–1999, 2002, 2009 |
| Мексика         | Свобода                  | 999   | 1/4 унц                                               | 1989                  |
| Острів Мен      | Нобль                    | 999.5 | 1/20 унц, 1/10 унц, 1/4 унц, 1/2 унц, 1 унц           | 1983–1989             |
| США             | Платиновий орел          | 999.5 | 1/10 унц, 1/4 унц, 1/2 унц, 1 унц                     | 1997–донині           |

### Срібло
| Країна            | Назва монети                     | Проба          | Вага монети                                                     | Роки карбування                 |
| ----------------- | -------------------------------- | -------------- | --------------------------------------------------------------- | ------------------------------- |
| Австралія         | Велика біла акула                | 999            | 1/2 унц                                                         | -                               |
| Австралія         | Кенгуру                          | 999            | 1 унц                                                           | 1993-донині                     |
| Австралія         | Срібна коала                     | 999            | 1/2 унц, 1 унц, 10 унц, 1 кг                                    | 2007–донині                     |
| Австралія         | Срібна кокабура                  | 999            | 1 унц, 2 унц, 10 унц, 1 кг                                      | 1990–донині                     |
| Австралія         | Місячна серія І і ІІ             | 999            | 1 унц, 2 унц, 10 унц, 1 кг                                      | 1999–донині                     |
| Австралія         | Гребенястий крокодил             | 999            | 1 унц                                                           | 2014–донині                     |
| Австрія           | Віденська філармонія             | 999            | 1 унц                                                           | 2008–донині                     |
| Бенін             | Слон                             | 999            | 1 унц                                                           | 2014–донині                     |
| Велика Британія   | Святий Георгій і Дракон          | 999            | 15.71 грама                                                     | 2013                            |
| Велика Британія   | Британія                         | 958            | 1/10 унц, 1/4 унц, 1/2 унц, 1 унц                               | 1997–2012                       |
| Велика Британія   | Британія                         | 999            | 1/40 унц, 1/20 унц,1/10 унц, 1/4 унц, 1/2 унц, 1 унц            | 2013-                           |
| Вірменія          | Ноїв ковчег                      | 999            | 1/4 унц, 1/2 унц, 1 унц, 5 унц, 10 унц, 1 кг, 5 кг              | 2011-донині                     |
| Габон             | Слон                             | 999            | 1 унц                                                           | 2012                            |
| Габон             | Лев                              | 999            | 1 унц                                                           | 2013                            |
| Казахстан         | Срібний барс                     | 999.9          | 1 унц, 2 унц, 5 унц, 10 унц                                     | 2009–донині                     |
| Камерун           | Річкова горила                   | 999            | 1 унц                                                           | 2011–2013                       |
| Канада            | Песець                           | 999.9          | 1/4 унц, 1.5 унц                                                | -                               |
| Канада            | Хижий птах                       | 999.9          | 1 унц                                                           | -                               |
| Канада            | Срібний кленовий лист            | 999.9          | 1/2 унц, 1 унц                                                  | 1988–донині                     |
| Канада            | Білий ведмідь                    | 999.9          | 1.5 унц                                                         | -                               |
| Канада            | Серія Дика природа               | 999.9          | 1 унц                                                           | -                               |
| Китай             | Місячна серія                    | 999            | 1 унц                                                           | -                               |
| Китай             | Срібна панда                     | варіації проби | варіації ваги                                                   | 1989–донині (до 1989 як медалі) |
| Конго             | Африканський лев                 | 999            | 5 унц                                                           | 2013                            |
| Конго             | Левеня                           | 999            | 1 унц                                                           | 2012                            |
| Конго             | Носоріг                          | 999            | 1 унц                                                           | 2012                            |
| Мексика           | Свобода                          | 999            | 1/20 унц, 1/10 унц, 1/4 унц, 1/2 унц, 1 унц, 2 унц, 5 унц, 1 кг | 1982–донині                     |
| Монголія          | Архар                            | 999            | 1 унц                                                           | 2013                            |
| Монголія          | Їжак                             | 999            | 1 унц                                                           | 2012                            |
| Монголія          | Манул                            | 999            | 1 унц                                                           | 2014                            |
| Монголія          | Скорпіон                         | 999            | 1 унц                                                           | 2005                            |
| Монголія          | Уральська сова                   | 999            | 1 унц                                                           | 2011                            |
| Монголія          | Росомаха                         | 999            | 1 унц                                                           | 2007                            |
| Нова Зеландія     | Ківі                             | 999            | 1 унц                                                           | 2007-2013                       |
| Ніуе              | Таємниці Ліхтенштейну            | 999            | 2 унц                                                           | 2013                            |
| Острови Кука      | серія Молода дика природа        | 999            | 1 унц                                                           | 2013                            |
| Палау             | Червона білка Сваровськи         | 999            | 1 унц                                                           | 2012                            |
| Папуа Нова Гвінея | Єхидна                           | 999            | 1 унц                                                           | 2012                            |
| Південна Африка   | Морські заповідники              | 925            | 1 унц                                                           | 2013                            |
| Південна Африка   | Полосата рибна сова              | 925            | 1 унц                                                           | 2012                            |
| Росія             | Георгій-Побідоносець             | 999            | 1.01 унц                                                        | 2009–2010                       |
| Росія             | Соболь                           | 999            | 1.01 унц                                                        | -                               |
| Сомалі            | Слон                             | 999            | 1/4 унц, 1/2 унц, 1 унц, 2 унц, 1 кг                            | 1999–донині                     |
| Суринам           | Суринам                          | 999            | 1 унц                                                           | -                               |
| США               | Прекрасна Америка                | 999            | 5 унц                                                           | 2010–донині                     |
| США               | Срібний орел                     | 999            | 1 унц                                                           | 1986–донині                     |
| Того              | Європейський бізон               | 999            | 2 унц                                                           | 2012                            |
| Токелау           | Крокодил                         | 999            | 1 унц                                                           | 2013                            |
| Туреччина         | Бездомні тварини                 | 925            | 1 унц                                                           | -                               |
| Україна           | Архістратиг Михаїл               | 999.9          | 1 унц                                                           | 2011–донині                     |
| Україна           | До 30-річчя незалежності України | 999.9          | 1 унц                                                           | 2021                            |
| Фіджі             | Орел                             | 999            | 1 унц                                                           | 2013                            |
| Фіджі             | Видра                            | 999            | 1 унц                                                           | -                               |
| Франція           | Срібна монета                    | 900            | 1 унц                                                           | -                               |

## Популярні золоті інвестиційні монети
До найвідоміших золотих інвестиційних монет належать:
- Крюґерранд (ПАР)
- Соверен (Велика Британія)
- Американський золотий орел (США)
- Британія (Велика Британія)
- Буффало (США)
- Вренелі[en] (Швейцарія)
- Золота панда[en] (Китай)
- Півень (Франція)
- Золотий кленовий лист (Канада).
- Наггет (Австралія).
- Філармонікер (Австрія)

## Галерея

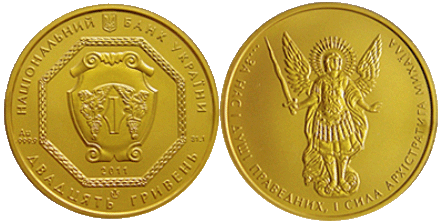
Архістратиг Михаїл, 2011 Україна
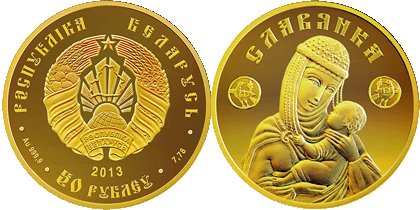
Слов'янка, 2013, Білорусь
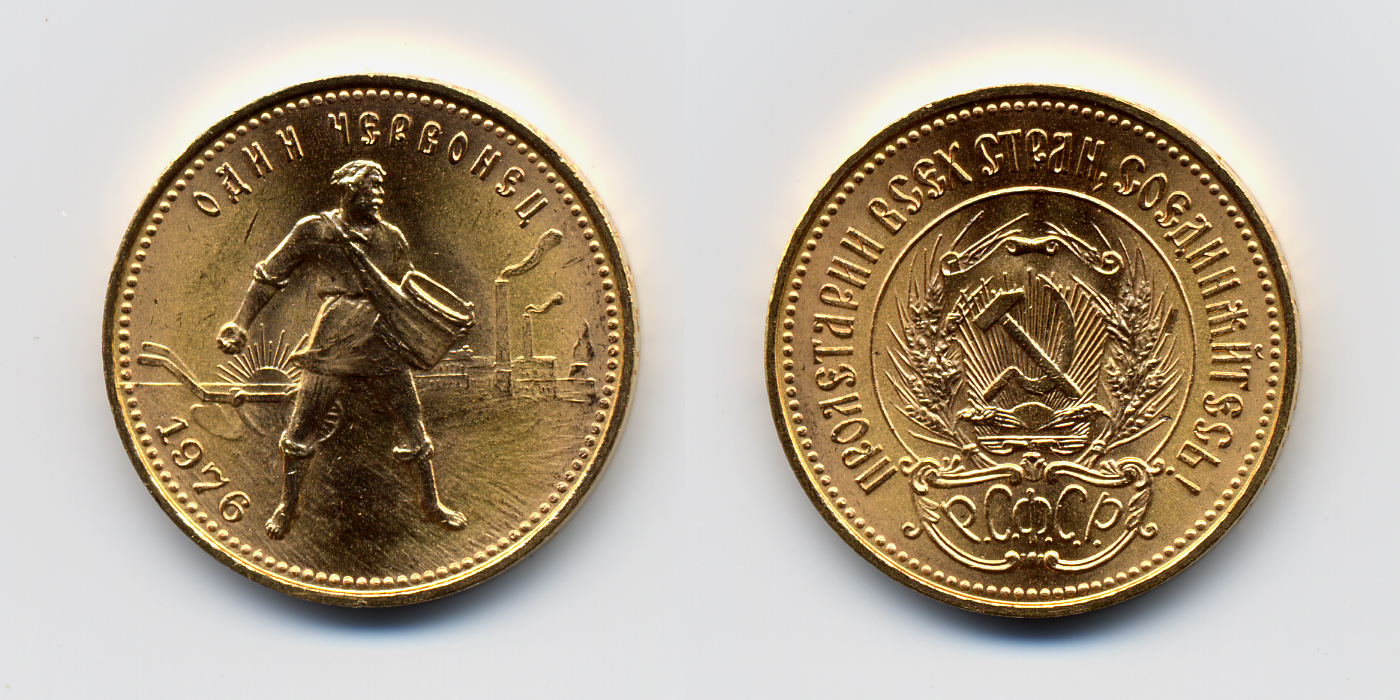
Червінець, 1976, СРСР
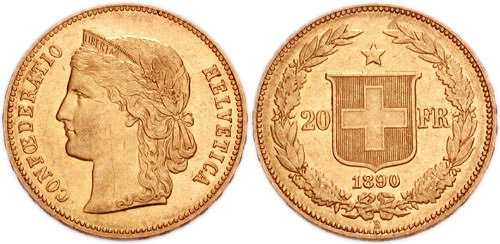
Гельвеція, 1890, Швейцарія
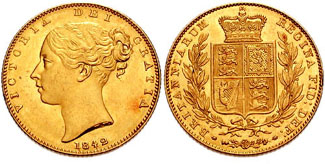
Соверен, 1842, Велика Британія
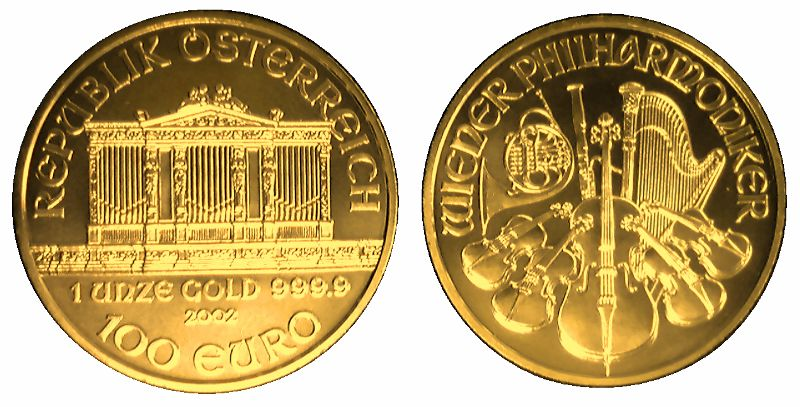
Віденська філармонія, 2002, Австрія
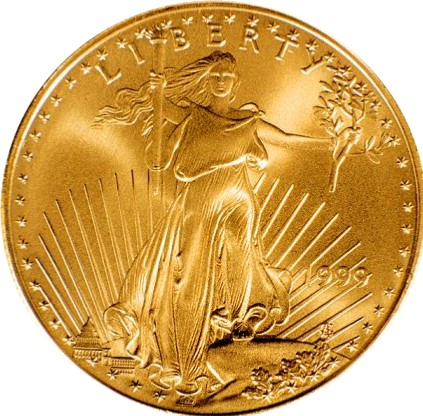
Американський золотий орел, 2006, США
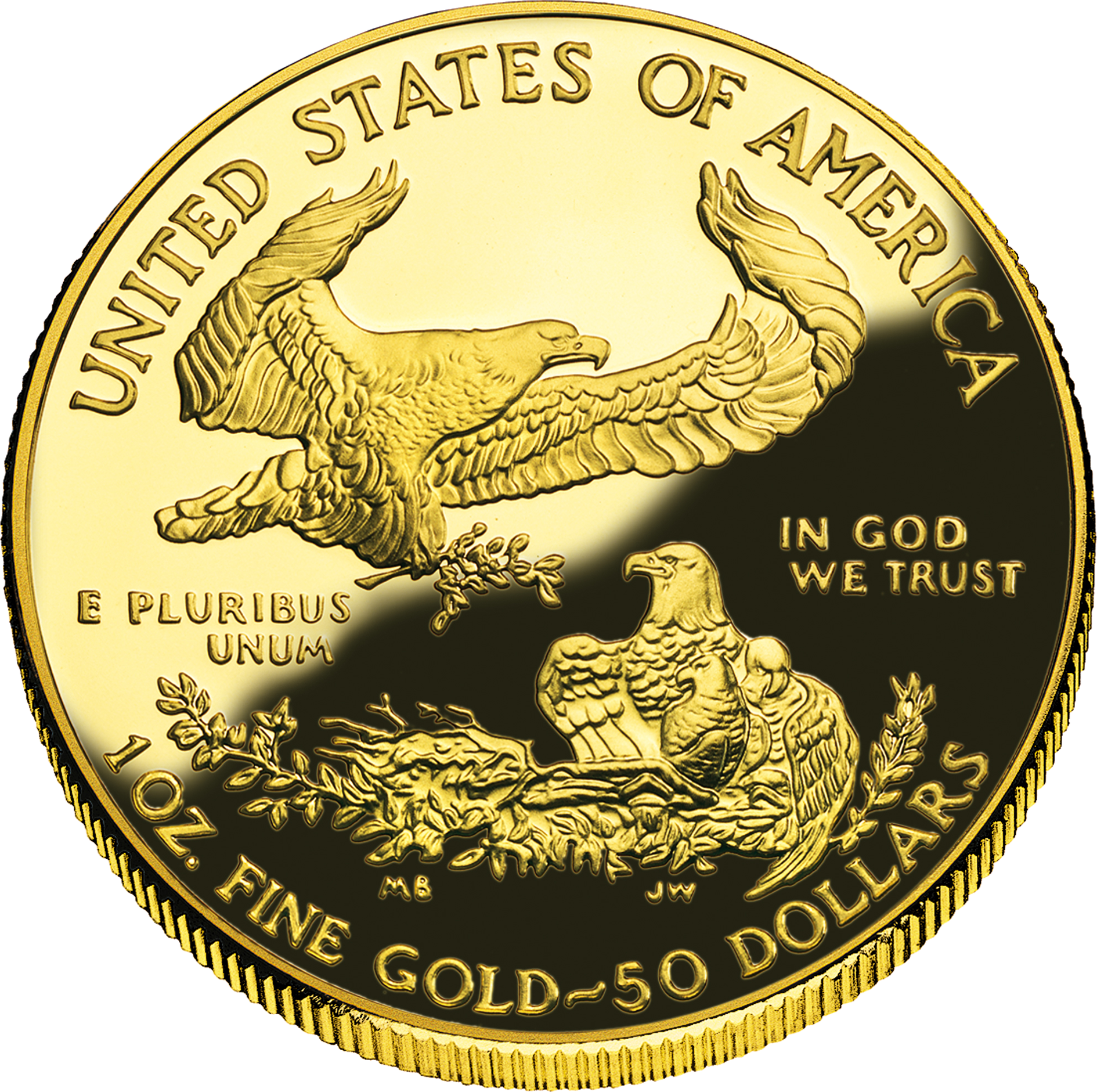
Американський золотий орел, 1999, США
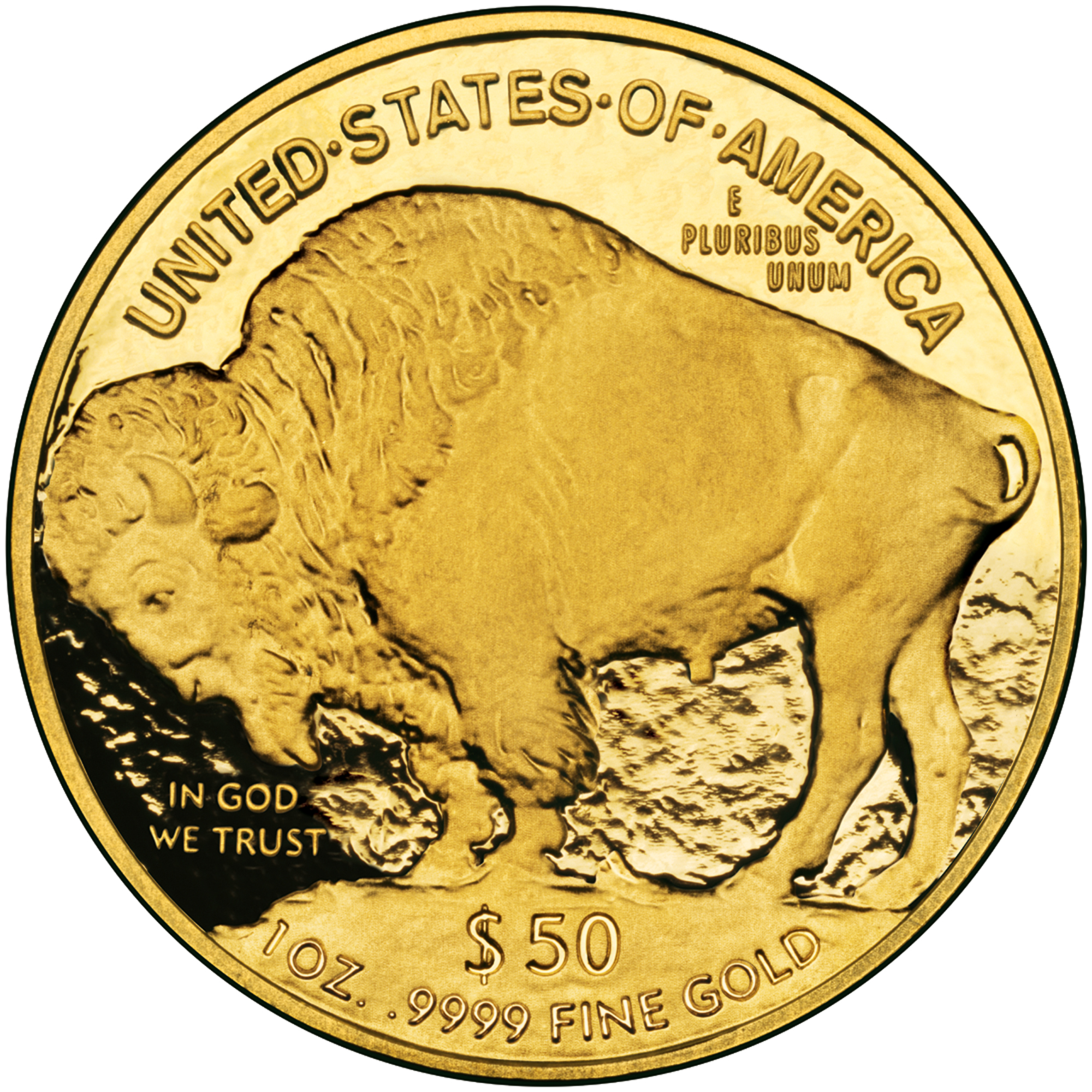
Американський бізон, 2006, США
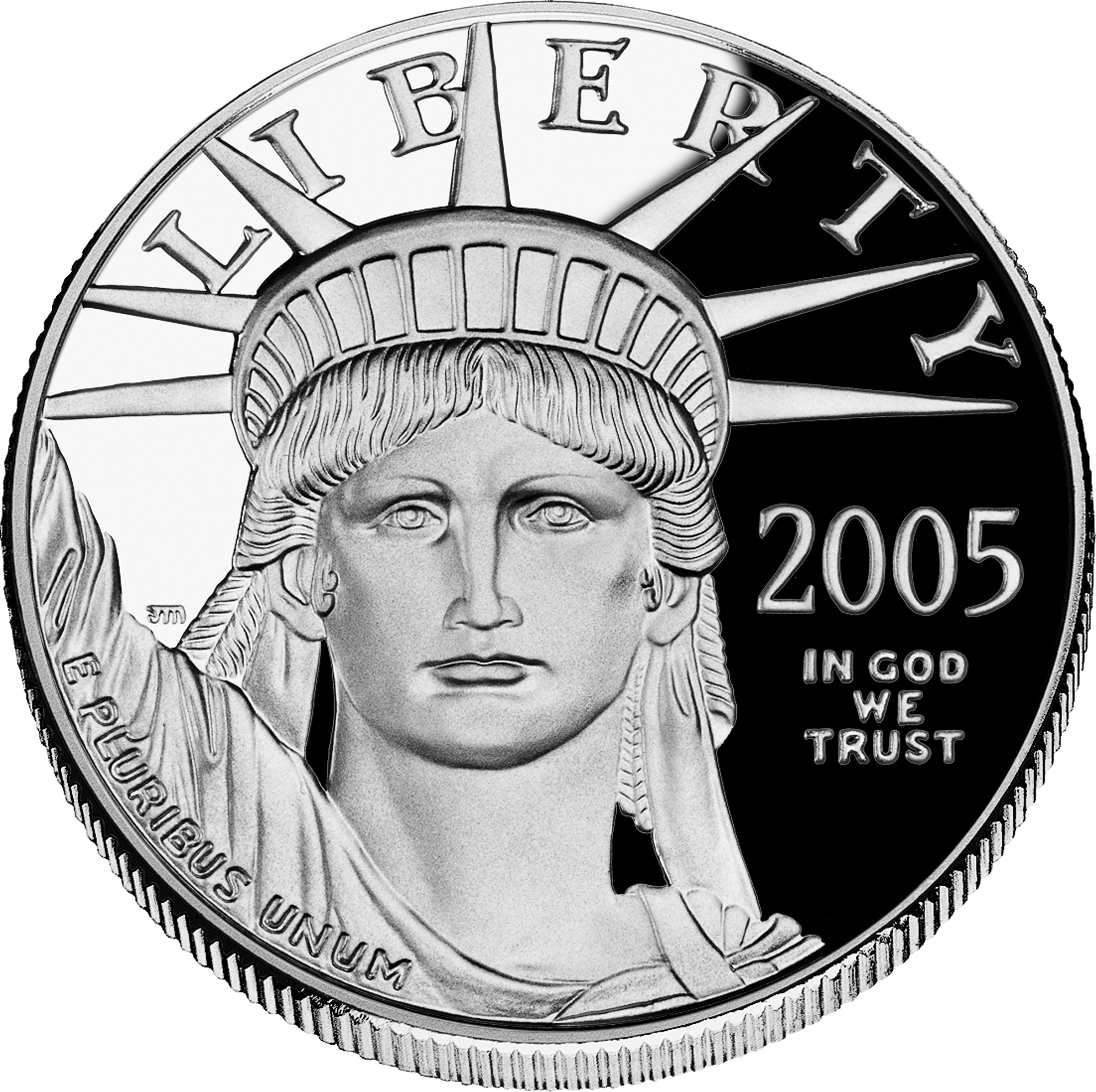
Американський платиновий орел, 2005, США
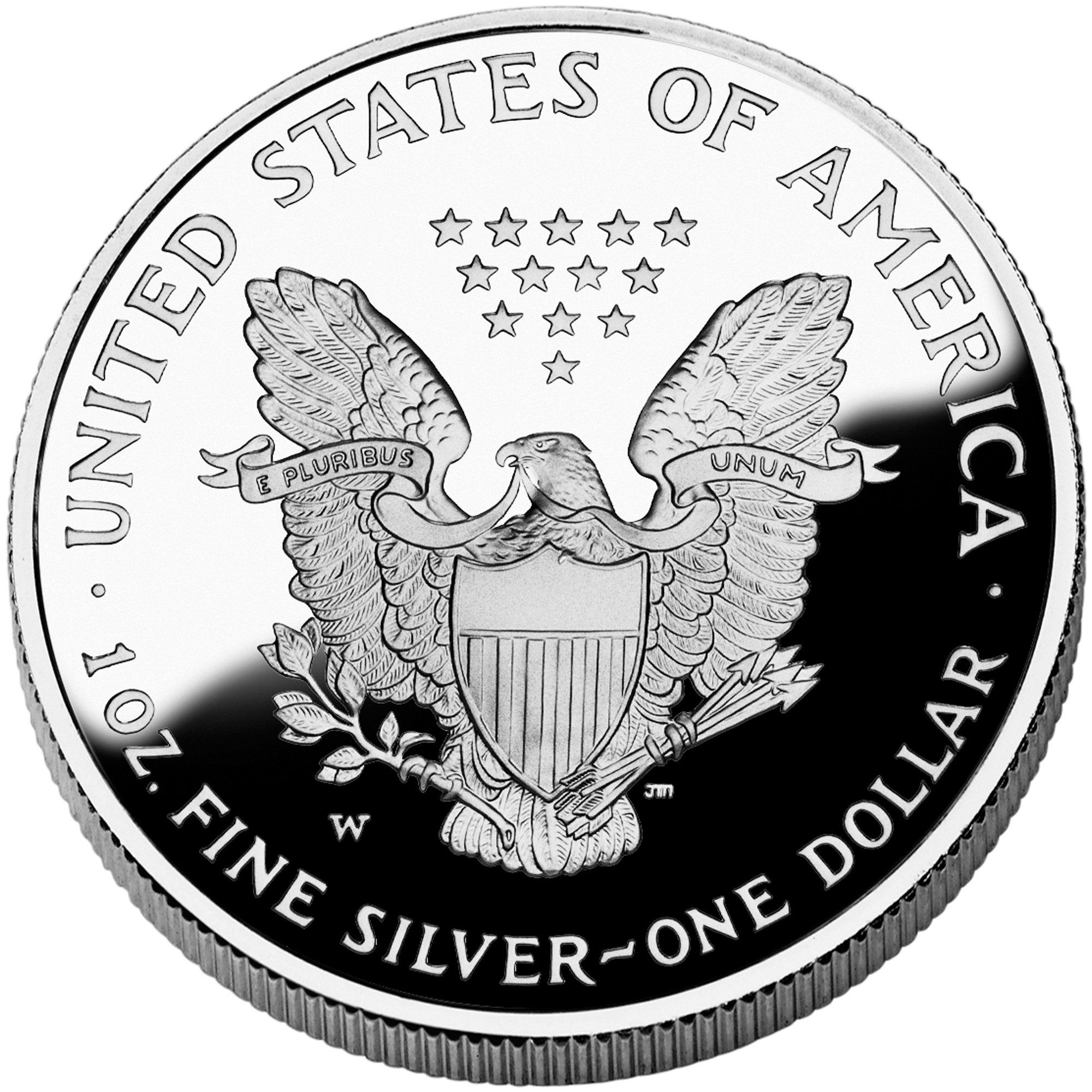
Американський срібний орел, 2006, США
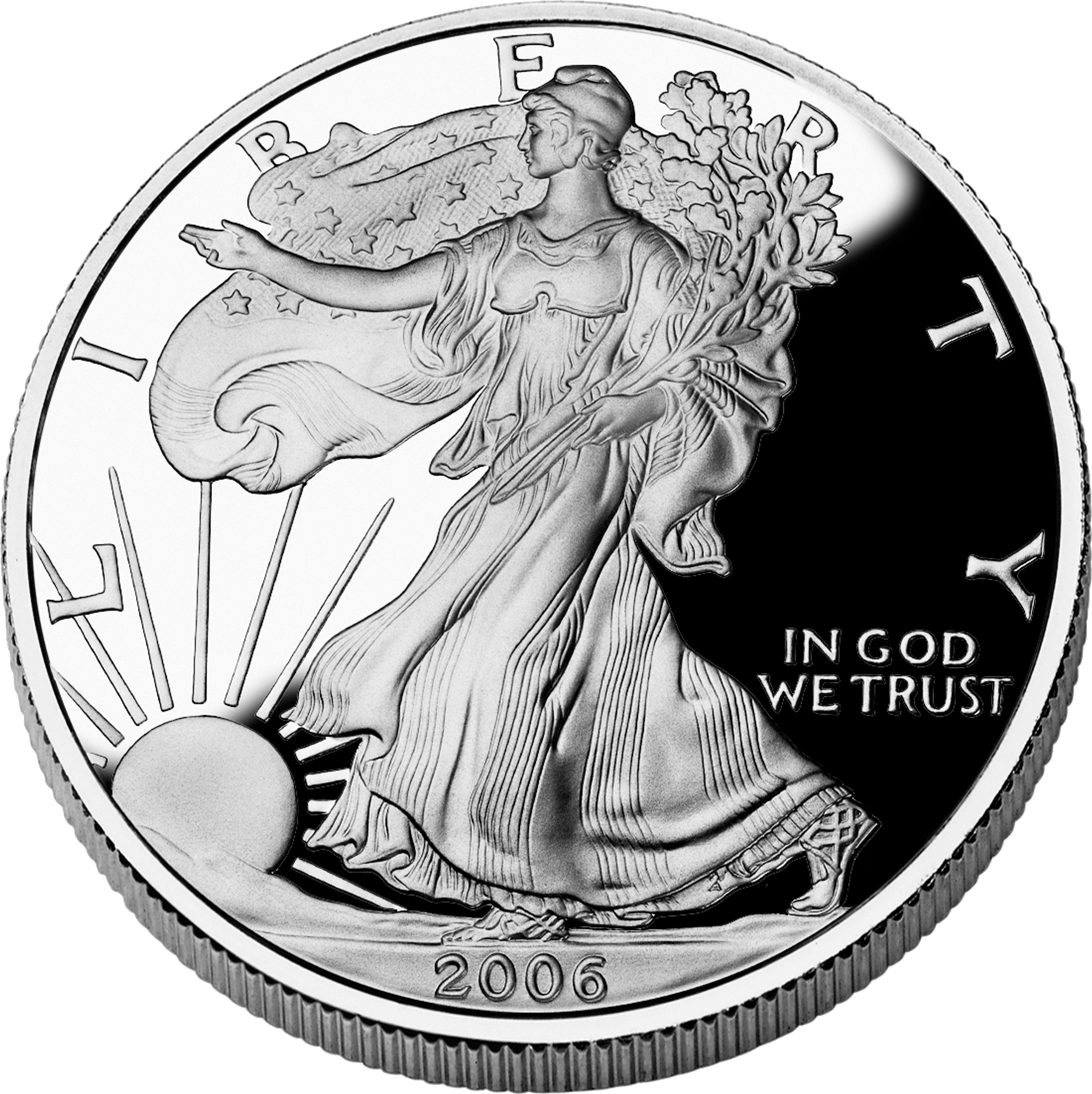
Американський срібний орел, 2006, США